# Scolioplecta allocotus
Scolioplecta allocotus es una especie de polilla de la familia Tortricidae. Se encuentra en Queensland, Australia.